# 3964 Danilevskij
3964 Danilevskij este un asteroid din centura principală, descoperit pe 12 septembrie 1974 de Liudmila Juravliova.